# Reproducción de Molothrus ater

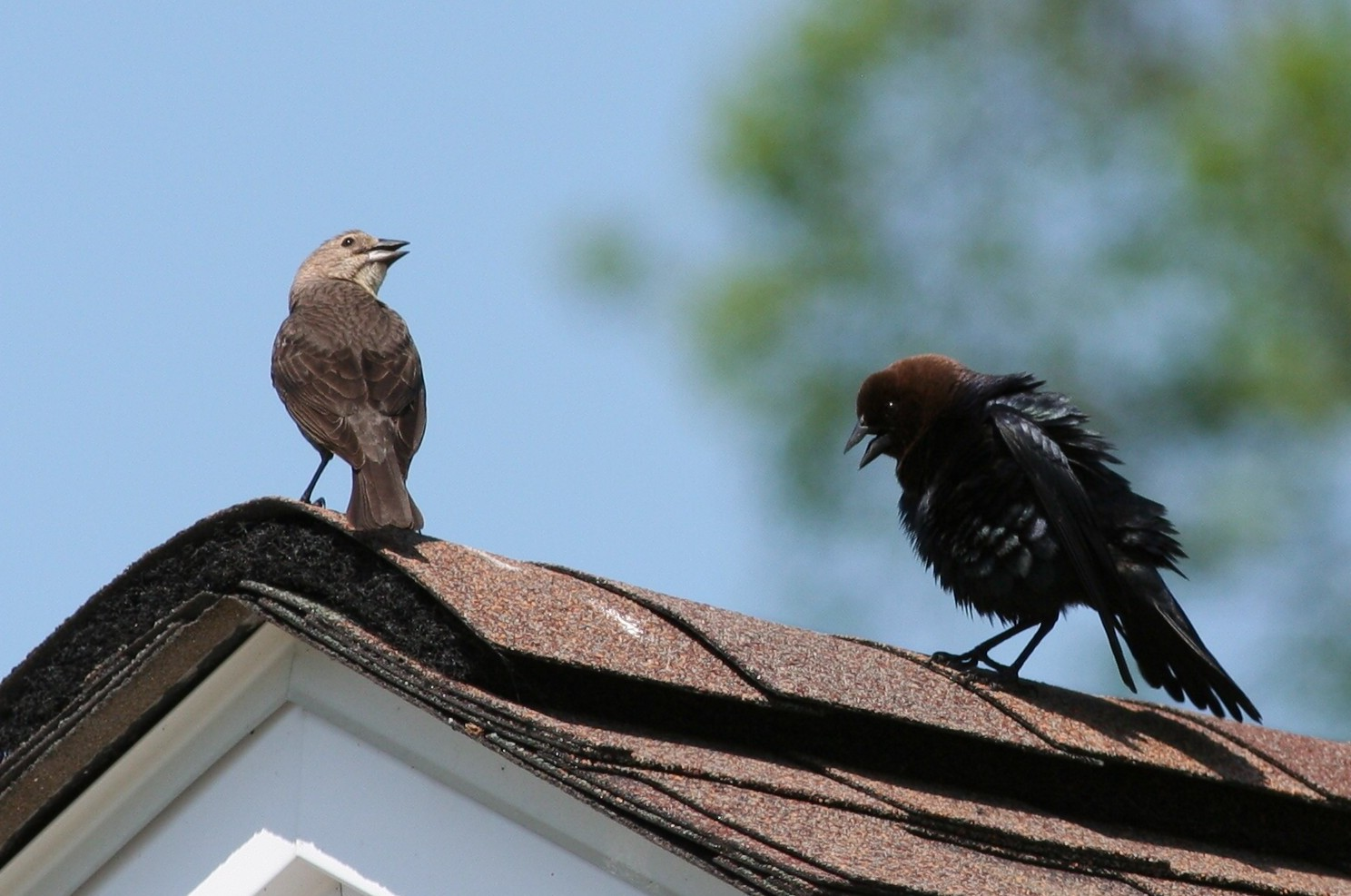
Cortejo sobre un tejado.

El rasgo más característico del tordo cabecicafé (Molothrus ater) —una especie paseriforme ictérida que habita en gran parte de América del norte— con respecto a su reproducción es el hecho de que practica el parasitismo de puesta. La hembra deposita sus huevos en los nidos de otras aves —típicamente, paseriformes pequeños—, en particular en aquellos en forma de taza. Los machos alcanzan la madurez sexual al año, pero rara vez se aparean hasta los dos años. Las hembras se reproducen ya al año de edad. Al igual que en otros paseriformes, las vocalizaciones cumplen un rol importante durante la época de reproducción. Si bien también cantan en los meses de invierno, los machos hacen mayor uso de estas vocalizaciones, fundamentales para atraer a las hembras, como parte del cortejo y durante la temporada reproductiva.
La temporada reproductiva inicia en abril, culmina en mayo, comienza a declinar en junio y continúa de manera esporádica en julio. Según Ortega (1998), generalmente se extiende desde comienzos de mayo a fines de julio, un período que se superpone con la época de reproducción de numerosas aves norteamericanas de los pastizales (Stewart, 1975). En Dakota del Norte, de acuerdo a Stewart (1975), se prolonga hasta mediados de agosto, pero tiene su auge entre inicios de mayo y mediados de julio. En Connecticut, es posible ver adultos cortejando en marzo e inicios de abril y las hembras comienzan a depositar sus huevos a mediados de mayo. Según información de 1958, los tordos cabecicafé ponen sus huevos en Maryland y el Distrito de Columbia desde fines de abril a fines de julio (siendo las fechas extremas el 24 de abril y el 28 de julio), particularmente desde comienzos de mayo hasta comienzos de julio. De acuerdo a un estudio publicado en 1993, en Misuri se han encontrado huevos de esta especie en nidos ajenos desde mediados de abril hasta mediados de julio.
Numerosos estudios han constatado una cierta filopatría —o tendencia a regresar una y otra vez a las mismas zonas de reproducción— tanto por parte de los machos como de las hembras. En Manitoba (Canadá), el 64% de 337 machos marcados y el 46% de 173 hembras marcadas exhibían un comportamiento de fidelidad hacia los sitios en los que se reproducían (Woolfenden y otros, 2001). Shake y Mattsson (1975) se encontraron con que el 40% de 119 machos y el 9% de 81 hembras marcados en Míchigan centroseptentrional regresaron a un radio de 4,8 km desde el punto en el que habían sido identificados el año anterior. En un estudio llevado a cabo en Illinois, Raim (2000) descubrió que el 47% de 79 sitios de reproducción utilizados por hembras con marcas de colores en junio de un año volvía a ser usado por las mismas aves al año siguiente. Smith y Arcese (1994) constataton que las hembras que visitaban Mandarte Island —una isla diminuta en el estrecho de Georgia, al sudeste de la isla de Vancouver— para depositar sus huevos exhibían filopatría natal y reproductiva.

## Desarrollo de las conductas sexuales

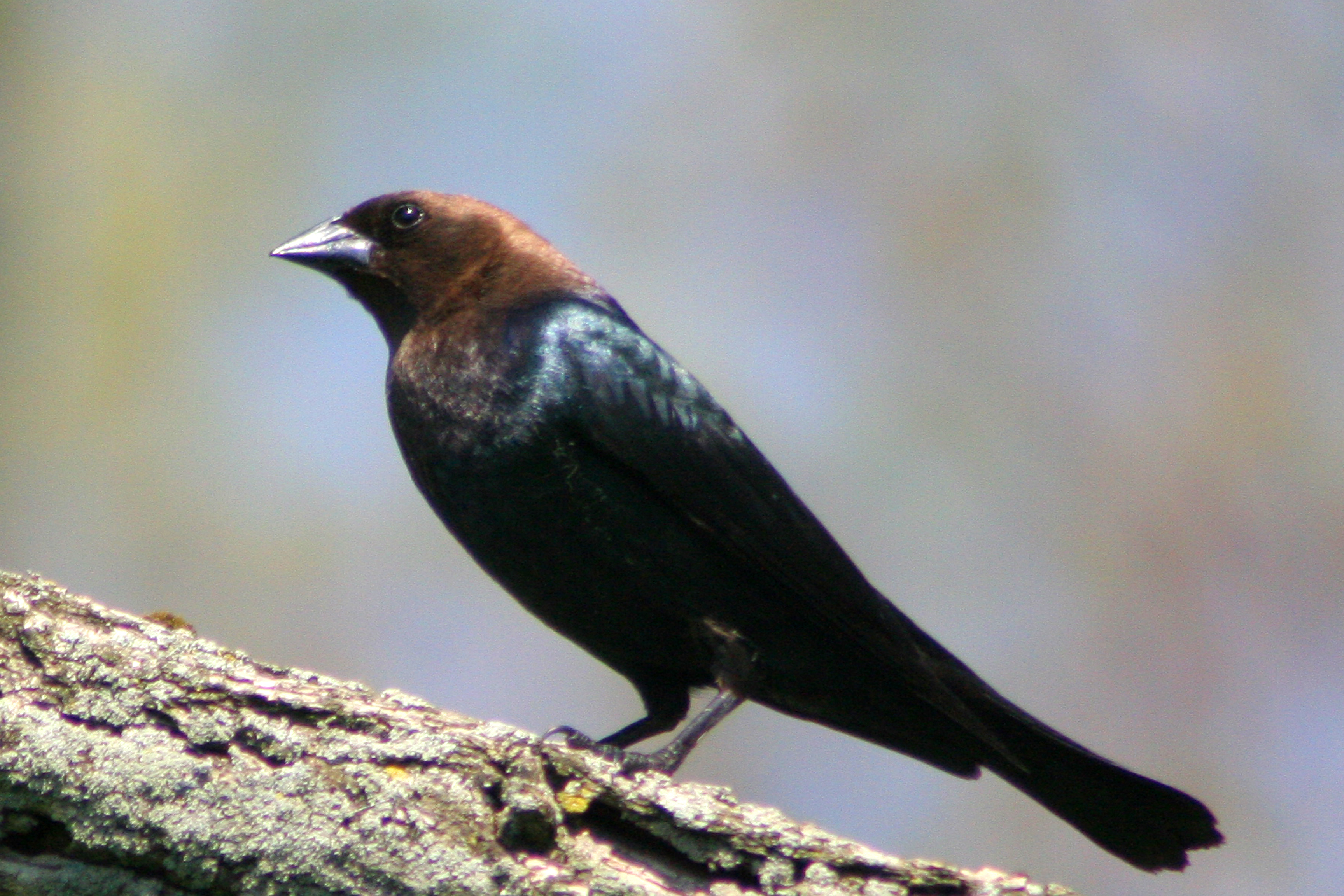
La exposición a los machos adultos hace que los juveniles sean más sociables.

El aprendizaje social es fundamental para el normal desarrollo de los tordos cabecicafé. A través de este se modela la canción de los ejemplares masculinos, la cual es influenciada por la interacción con otros individuos. Adicionalmente, el contacto con sus congéneres influye sobre el desarrollo de sus competencias de cortejo. En muchas otras especies de paseriformes, los machos adultos son una importante fuente de aprendizaje para los jóvenes. Ejemplo de esto son los gorriones melódicos (Melospiza melodia), que copian las canciones de otros machos que vivan en las cercanías. En el caso de los tordos cabecicafé, sin embargo, no está claro el rol que cumplen los machos maduros, al menos en lo referente al aprendizaje de las canciones. Los juveniles de ese sexo tienen la habilidad de imitar las de sus contrapartes adultos, pero también pueden desarrollar cantos típicos de la especie de manera independiente, sin haber sido expuestos a ellos.
Existe evidencia de que los machos jóvenes efectivamente incorporan de los adultos información importante para su reproducción. En 2002, se puso a 75 ejemplares de distinto sexo y edad dentro de un aviario para estudiar sus interacciones durante un año. A lo largo de ese período, los individuos se agruparon sobre la base de criterios de similitud en sexo y edad. Sin embargo, los juveniles machos que tuvieron más contacto con los machos adultos resultaron ser más exitosos que los demás a la hora de cortejar a las hembras.

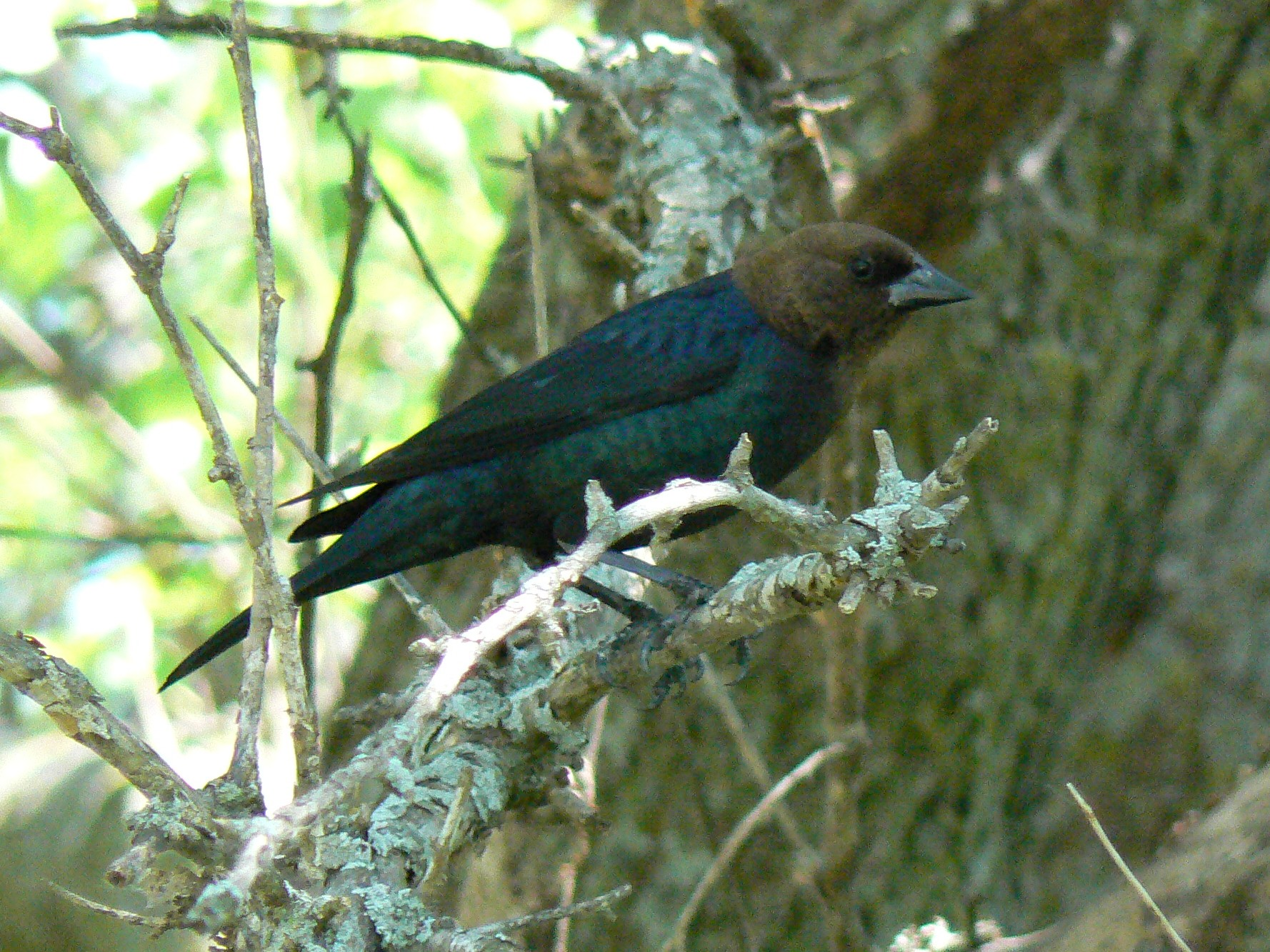
La interacción con los machos adultos favorece el normal desarrollo de las conductas reproductivas de los juveniles.

Otro estudio fue llevado a cabo entre 1999 y 2000 para investigar la relevancia de la presencia o ausencia de machos adultos en el ambiente social en el que se desarrollan los jóvenes de dicho sexo. En dos grandes aviarios al aire libre aislados uno del otro, se introdujo grupos de juveniles masculinos y hembras de distintas edades, con machos maduros (de al menos un año de edad) en un caso y sin ellos en otro; es decir, para la mitad de los jóvenes su entorno social contenía machos adultos, mientras que para la otra mitad no. Los resultados mostraron que esta sola diferencia repercutía dramáticamente en los patrones vocales y de agrupamiento social de los juveniles entre comienzos del otoño y fines de la primavera.
Los que no habían tenido contacto con los machos maduros cantaban con mayor frecuencia de manera no interactiva, sin dirigir sus vocalizaciones a otro individuo. Cuando efectivamente cantaban a otras aves, reproducían una menor cantidad de cantos por cada interacción que los que habían estado junto a los ejemplares de su sexo de al menos un año de edad. Asimismo, los primeros pasaban menos tiempo relacionándose de manera cercana con las otras aves. En cuanto a los cantos que destinaban a las hembras, dirigían una menor proporción a la que era de su mayor interés (54,8% de ese total) que los jóvenes más interactivos (82,7%). Los que habían sido aislados de los adultos no exhibían diferencias significativas en cuanto a sus habilidades de cortejo con respecto a los otros, pero mostraban una tendencia inferior a involucrarse en riñas. Por otra parte, la mayoría de las hembras en el aviario sin machos maduros copulaba con más de un juvenil, mientras que las del otro aviario no se aparearon con ninguno que no fuera su compañero.
En conclusión, los jóvenes que compartían su habitáculo con machos adultos manifestaban patrones vocales y de cortejo típicos de los que se crían en compañía de congéneres de distintas edades y sexo y habituales en la naturaleza. Los otros, sin embargo, participaban en menos duelos vocales prolongados con sus pares, demostraban niveles más bajos de agresividad intrasexual, formaban vínculos menos fuertes con hembras individuales y se apareaban con varias de ellas.

## Cortejo

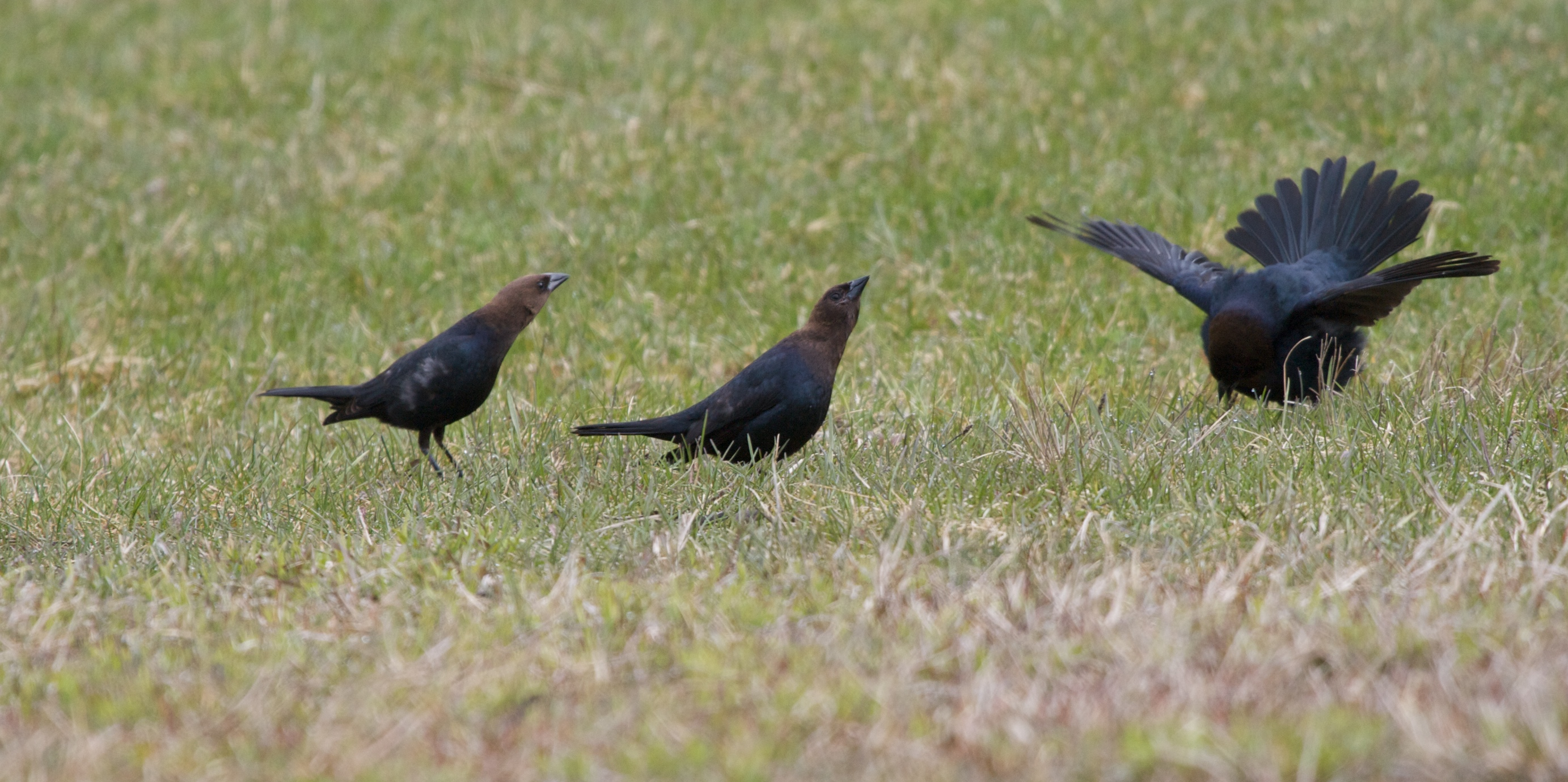
Machos en Ontario (Canadá), uno de ellos pavoneándose.

Herbert Friedmann (1929) identificó tres tipos de exhibiciones de cortejo: terrestres, aéreas y arbóreas. Describió el cortejo terrestre de la siguiente manera:

El macho corre a la par de la hembra y cuando se encuentra ligeramente más adelante que ella se voltea un poco de modo que quede ubicado más o menos en diagonal con respecto a ella, infla las plumas de su pecho y región interescapular. Luego inclina la cabeza hacia abajo y emite una nota estridente. Las alas y la cola no están involucradas en la forma terrestre de cortejo.”

Sin embargo, otros observadores han mencionado el despliegue de las alas y la cola en el cortejo terrestre. Refiriéndose a las exhibiciones aéreas, Friedmann escribió:

La exhibición de los machos en el aire consistía en inflar las plumas del cuello, región interescapular y garganta, inclinando la cabeza hacia abajo, arqueando las alas más que en un vuelo habitual y emitiendo su estridente canción. Durante los instantes en los que las alas estaban arqueadas, el vuelo parecía inestable, una suerte de desganado intento de planear durante los desacostumbradamente largos intervalos entre batidos de alas.

Dos machos que él observó siguiendo a una hembra “parecían exhibirse y cantar al unísono. Los dos machos y la hembra siguieron volando de aquí para allá, a una altura de alrededor de 60 m, desde las 7:15 a.m., cuando fueron vistos por primera vez, hasta aproximadamente las 8:30 a.m., cuando fueron vistos por última vez, sin descansar o posarse ni por un segundo.” Con respecto a las exhibiciones sobre los árboles, las cuales son las más comunes, Friedmann comentó:

La exhibición a menudo, aunque no siempre, comienza con el ave apuntando con su pico hacia el cenit. Esto suele hacerse cada vez que otra ave, especialmente otro macho, se encuentra muy cerca del ave que está exhibiéndose. Seguidamente infla las plumas de la parte trasera del cuello, el pecho y los costados y flancos. (…) Es durante esta parte de su exhibición que emite las notas guturales y burbujeantes. Wetmore las ha caracterizado como un bub ko lum y no podría mejorar sus descripción. Estas notas son bastante bajas e inaudibles en el campo a una distancia mayor a los 15 m. Durante esta etapa de su actuación, el ave a veces se levanta y deja caer suavemente sobre sus patas en dirección vertical, casi nunca llegando el ascenso a aprovechar la longitud total del tarso.

Después de esto el ave comienza la exhibición propiamente dicha arqueando su cuello y desplegando su cola. (…) Luego empieza a levantar sus alas y a inclinarse hacia adelante. (…) Todo este tiempo mantiene las plumas de la espalda infladas, al igual que las del abdomen bajo. Después expande sus alas hasta el máximo (…) y las caídas proceden de allí en más con mayor velocidad, levantando la cola antes de que el cuerpo caiga. (…) La exhibición finaliza cuando las alas son llevadas nuevamente a ambos lados del cuerpo. (…) Luego el ave vuelve a ponerse en posición y está lista para repetir toda la actuación.

La exhibición en su conjunto dura alrededor de tres o cuatro segundos y la nota tseee [mencionada más abajo en las observaciones de Wetmore] generalmente tiene una duración de alrededor de un segundo o un poco más. La frecuencia de estas exhibiciones es extremadamente variable. He visto un macho exhibirse con una regularidad casi de reloj en intervalos de cinco segundos durante varios minutos no habiendo hembras a la vista, y también he observado un macho exhibirse una vez y no volver a hacerlo por más de una hora. Las exhibiciones se tornan menos y menos frecuentes a medida que la temporada avanza y generalmente ya no son llevadas a cabo en lo absoluto después de mediados de junio, mientras que continúan cantando durante un mes más. Las exhibiciones de mediados de junio están usualmente incompletas. Estas exhibiciones incompletas consisten en el despliegue de la cola, encorvamiento de la espalda y un ligero arqueamiento de las alas, pero el ave no cae hacia adelante.

Un ejemplar macho observado por el ornitólogo y paleontólogo aviar Alexander Wetmore (1920) en Nuevo México “se mantuvo quieto durante algunos segundos, luego expandió su cola y llevó la punta ligeramente hacia adelante, irguió las plumas de la espalda y en menor medida las del pecho y abdomen y después cantó bub ko lum tsee. Al emitir las primeras tres notas se levantó dos veces tan alto como sus patas le permitían para volver a retraerse rápidamente hacia abajo.” C. J. Maynard describió el vuelo de cortejo de la siguiente manera:

Dos o más machos a menudo prestan atención a una misma hembra, singularmente, sin intentar pelear, cuando ella de pronto vuela y todos comienzan a perseguirla. El vuelo de la hembra en este punto es extremadamente rápido, por lo que generalmente logra mantenerse delante de sus persecutores, los cuales se empujan fervientemente, emitiendo un llamado más bien agudo y prolongado mientras surcan el aire. Todos los machos que los escuchan se unen a ellos y no es inusual ver a media docena tras una hembra que los hace partícipes de una larga persecución, ahora precipitándose hacia arriba a una altura considerable, que, luego regresando, planea a través de una maraña de ramas de un grupo de árboles para emerger del lado opuesto con gran rapidez. Evidentemente esta emocionante carrera es llevada a cabo meramente por deporte, puesto que cuando el objetivo de la cacería se cansa se posa tranquilamente sobre la rama de un árbol y sus admiradores se reúnen alrededor de ella, arreglando sus plumas con calma. Después de descansar por un tiempo, uno comenzará con sus galanteos nuevamente antes de que la hembra se lance al aire otra vez y los machos salgan tras ella vehementemente como lo habían hecho antes.

## Territorialismo
Según Rothstein, Verner y Stevens, en el este de la Sierra Nevada, donde tanto huéspedes como tordos cabecicafé se hallan dispersos sobre las áreas de reproducción, aparentemente no existe territorialismo por parte de esta especie. En otros lugares, como en los estados orientales en donde los tordos cabecicafé son moderadamente abundantes y la competencia por conseguir un nido es mayor, la defensa del territorio es típica. En poblaciones muy densas, el territorialismo resulta ineficaz y es raramente observado. Con respecto a eso, Herbert Friedmann (1929) escribió que los tordos cabecicafé no defiendían muy enérgicamente sus territorios y, en consecuencia, en regiones con una abundancia inusual de aves el factor territorial era mucho menos perceptible; su método de defensa se restringía a una exhibición intimidatoria. Durante sus estudios en Ithaca (Nueva York), Friedmann describió que, tras su arribo a esa zona desde los estados sureños, los machos se establecían en sus sitios y se quedaban en sus territorios durante unas pocas horas cada mañana, pasando la mayor parte del día alimentándose. A medida que la temporada avanzaba, permanecían más y más tiempo en sus respectivos territorios y, para cuando llegaban las hembras, los machos pasaban al menos la mitad de cada día dentro de los límites de los mismos.
Friedmann (1929) escribió:

Durante el verano de 1921 numerosos machos individuales eran vistos a diario sobre ciertos árboles o sobre determinados postes de telégrafo. Desde estos puntos cantaban y se exhibían; podían alejarse de ellos pero pronto daban la vuelta y regresaban. Incuestionablemente estaban ligados a sus respectivos árboles. En un caso la identidad de un macho fue determinada gracias a la peculiar aspereza de su canción y, debido a que este ejemplar podía ser encontrado todos los días sobre el mismo árbol, parecía seguro asumir que cada día la misma ave era vista en un punto dado. No sólo cada macho utilizaba un árbol puntual, sino que una cierta parte de ese árbol parecía ser preferida, generalmente las ramas superiores.(…)

En Ithaca a fines de la primavera y en el verano de 1921 descubrí que algunas hembras (probablemente la misma cada día en un lugar dado) parecían tener territorios definidos. Fuera de la esquina noreste del cuadrángulo principal del campus de Cornell hay un pequeño cuerpo de agua llamado Beebe Lake. Una pareja de tordos cabecicafé permanecía sobre la orilla norte del lago, otra pareja sobre la orilla sur. Estaba seguro de que las aves que vi en la orilla norte no eran las mismas que las del lado sur porque en varias ocasiones vi una pareja de un lado y simultáneamente escuché o vi las otras aves en la orilla opuesta. Todos los huevos de tordo cabecicafé hallados en cada territorio eran similares entre sí y uniformemente distintos a los encontrados en el otro.

De acuerdo a Arthur Cleveland Bent (1958), sin embargo, probablemente las hembras no estén siempre confinadas a territorios definidos para la puesta de sus huevos debido a que a menudo se encuentran huevos depositados por hembras distintas en un mismo nido. Amelia R. Laskey, de Nashville (Tennessee), le envió a Bent sus notas sobre su estudio de tres años sobre el comportamiento del tordo cabecicafé:

En el área cercana a nuestra casa, en cada una de las tres temporadas de cría, un macho y una hembra se volvían dominantes. Esta área podría llamarse su “dominio” más que su territorio. (…) No les negaban a otros el acceso a la comida dentro de su dominio, ni defendían los límites de éste, sino que toleraban a ambos sexos en el contacto social, la alimentación y el vuelo conjunto. Creo que estas aves demostraban un comportamiento territorial vestigial al intimidar a los otros para mantener su dominio para su uso, y esta conducta quizá funcione hasta cierto punto para evitar que otras hembras utilicen los nidos hospedadores dentro del dominio de la hembra dominante.

Toda la evidencia indicaba que las relaciones monógamas generalmente prevalecen. Aunque ambos sexos en muchas ocasiones a lo largo de la temporada reproductiva se asocian en tríos o grupos más grandes, no se registró un comportamiento sexual polígamo o promiscuo.

En una zona de Illinois caracterizada por el césped corto, áreas arboladas y arbustos, las hembras de tordo cabecicafé eran flexibles y oportunistas en cuanto a la mantención y expansión de su territorio y en la ocupación de nuevas áreas (Raim, 2000). Sus áreas de reproducción se expandían desde un promedio de 9,2 hectáreas entre mayo y mediados de junio a 21,5 hectáreas entre fines de junio y julio a medida que se reducía el número de hembras depositando huevos. Mientras que algunos territorios reproductivos permanecen estables en tamaño y ubicación durante la temporada, otros son desocupados, las hembras se apropian de nuevas áreas y territorios ya establecidos se amplían para incluir otros ahora disponibles. Las áreas reproductivas de 12 hembras se superponían en un 12% en promedio.
Se ha observado un comportamiento territorial en algunos tordos cabecicafé, aunque éste puede variar según el tipo de hábitat (Elliott, 1980). Estas conductas no fueron identificadas en un estudio realizado en una pradera de pasto alto en Kansas (Elliott, 1976), mientras que sí lo fueron en algunos estudios en el este (Dufty, 1982; Darley, 1983; Teather y Robertson, 1985). La abundancia de huéspedes en los pastizales es menor que en los bosques caducifolios y, por lo tanto, las hembras de tordo cabecicafé en aquel primer hábitat pueden necesitar expandir el área en la que buscan nidos hasta tal punto que la defensa territorial se vuelva poco provechosa. Asimismo, es posible que los machos no sean capaces de defender a sus compañeras en un área tan amplia. En cambio, en los bosques caducifolios, los potenciales huéspedes pueden ser tan abundantes que la defensa del territorio cobra sentido. Darley (1982) descubrió que las áreas reproductivas de los machos monógamos coincidían con las de sus respectivas compañeras; los machos no defendían estas áreas sino a sus hembras. En Illinois, las hembras de tordos cabecicafé eran agresivas entre sí (Raim, 2000). Dufty (1982) documentó que los machos defendían a las hembras y las hembras, sus áreas de reproducción de otras hembras.

## Vínculo entre machos y hembras
El tordo cabecicafé es a menudo promiscuo: los análisis genéticos muestran que tanto los machos como las hembras tienen varios compañeros en una misma temporada, no formándose vínculos con sus parejas, o bien siendo estos muy breves. También puede darse la poliginia, la poliandria y la monogamia. La densidad poblacional y las diferencias en los porcentajes que representen los individuos de cada sexo sobre el total de una población pueden influir sobre el tipo de relación que se forme entre machos y hembras.
Otro factor a tener en cuenta es la disponibilidad de nidos. En donde abundan, los territorios de las hembras son pequeños, lo que facilita a los machos mantener a sus compañeras y favorece la monogamia o la poliginia. En lugares en los que los nidos están más dispersos, estos territorios son más extensos, lo que promueve la promiscuidad debido a que las hembras deben trasladarse sobre mayores distancias. A principios de la década de 1980, en el este de la Sierra Nevada, Rothstein, Verner y Stevens no encontraron evidencia de vínculos prolongados entre las parejas. De acuerdo a A. M. Dufty Jr. (1982), algunas parejas pueden perpetuarse durante más de un año. Los machos que mantienen a sus compañeras las defienden de otros machos y responden agresivamente a sus llamados.
Con respecto a las poblaciones orientales, Arthur Cleveland Bent (1958) destacó que “los tordos cabecicafé han sido caracterizados como monógamos, polígamos, poliándricos e incluso simplemente promiscuos; probablemente ninguno de esos términos pueda ser aplicado a algunos individuos bajo ciertas circunstancias; pero hay mucha evidencia que indica que el tordo cabecicafé era originalmente monógamo y aún hoy lo es en la mayoría de los casos.” Herbert Friedmann (1929) escribió: 

En Ithaca, descubrí que cada macho y hembra tenía un territorio definido (…) y que existe un apareamiento más o menos definido entre las aves. En mi experiencia, si las aves no son estrictamente monógamas, al menos la tendencia hacia la monogamia es muy fuerte. Mis observaciones han sido respaldadas por las del Dr. Alexander Wetmore, de la Institución Smithsoniana. Él me informa que en Utah tuvo condiciones excepcionalmente favorables para observar las relaciones sexuales de los tordos cabecicafé y que en un área relativamente pequeña (la cual estaba bastante despejada y facilitaba la observación de las aves), estudió a seis parejas, cada cual con su propio territorio, y las aves se mantenían fieles a sus compañeros.

Según Bent (1958), los tordos cabecicafé son frecuentemente vistos en pequeñas bandadas incluso durante la temporada reproductiva, lo cual podría dar la impresión de vínculos sexuales no muy fuertes. Bien es sabido que si un integrante de la pareja muere, el sobreviviente se asegura un nuevo compañero en un tiempo sorprendentemente corto, lo que demuestra que siempre hay una cantidad de ejemplares sin pareja disponibles y dispuestos a ocupar el espacio vacante. Esas bandadas probablemente estén conformadas por dichos individuos sin pareja y son normalmente observadas en lugares con pocos o sin nidos, lo que indica que no se reproducen. Asimismo, estas bandadas pueden consistir en aves inmaduras, de un año de edad, que no pueden ser distinguidas de los adultos en el trabajo de campo, las cuales habrían llegado más tarde que aquellos a las áreas de cría y no se han apareado.
Con respecto a la poliandria, Friedmann (1929) relató la siguiente experiencia:

Una pareja con cuyo territorio estaba bastante familiarizado fue vista varias veces y en cada ocasión había sólo un macho y una hembra. El macho solía quedarse en su árbol y por ello era fácil de encontrar. La hembra, cuando quería atraer a su compañero, montaba vuelo y emitía su llamado. El macho rápidamente salía tras ella. Un día se advirtió que cuando la hembra llamaba a su compañero éste venía directo a ella desde su sitio preferido como siempre pero otro macho, nuevo en el territorio, también respondía a sus convocaciones. Esto me interesó y regresé al día siguiente y esperé a que la hembra llamara a su compañero. Nuevamente ambos machos respondieron, el original viniendo como siempre desde su árbol favorito y el nuevo desde un árbol alto cerca de una vía de tren. Por la tarde el macho original fue visto nuevamente en su árbol predilecto y el segundo macho fue observado en el árbol desde el que había volado en respuesta al llamado de la hembra. En los siguientes dos días este macho fue visto sobre o cerca de este árbol y ciertamente parecía que se hubiera establecido allí. Una semana después ambos machos fueron hallados en el lugar, cada cual en su respectivo árbol y de nuevo los dos respondieron a los llamados de la hembra.

Aparentemente éste fue un caso de poliandria: un macho sin compañera se radica en el territorio de una pareja. No se encontraba allí desde un principio puesto que la pareja fue observada considerablemente antes de su llegada. Al macho original parecía no importarle la presencia del otro. Sin embargo, no se observó en realidad cópula alguna entre ninguna de las aves.

Refiriéndose a los descubrimientos de Friedmann, la señora Nice (1937) escribió que “con una pequeña población de tordos cabecicafé, este investigador encontró que la especie era predominantemente monógama, con alguna tendencia hacia la poliandria. Pero aquí en Interpont, con una gran abundancia de tordos cabecicafé, la promiscuidad prevalece tal como sostienen escritores anteriores. Un macho marcado ha sido visto con tres hembras distintas y una hembra no marcada, mientras que las hembras marcadas fueron vistas con variables cantidades de machos entre uno y cinco.” Para el ornitólogo Edward Howe Forbush (1927), “los tordos cabecicafé son amantes libres. No son ni polígamos ni poliándricos: simplemente promiscuos.”

## Parasitismo de puesta
El rasgo más prominente de la reproducción del tordo cabecicafé es, sin lugar a dudas, el hecho de que practica el parasitismo de puesta; esto quiere decir que para reproducirse necesita depositar sus huevos en los nidos de otras aves, que hacen las veces de huéspedes o padres adoptivos para sus polluelos. Se trata del parásito de puesta más común de América del norte, pues se sabe que aova en nidos de más de 220 especies de aves, reduciendo el éxito reproductivo y amenazando la supervivencia de algunas de ellas. Si bien en la actualidad todas las especies del género Molothrus son parásitos de puesta, se cree que originalmente criaban a sus pequeños. Existen diversas teorías respecto del motivo que propició la adopción de los hábitos parasíticos, entre las cuales cabe destacar la falta de coordinación entre los instintos de la construcción del nido y de la puesta de huevos y la inherente consecuencia de que el huevo estuviera listo para ser depositado antes de que el nido estuviese preparado, la inicial puesta ocasional de huevos en nidos ajenos por parte de aves muy sensibles al estímulo ovárico originado al ver nidos con huevos similares a los propios y la asociación con las manadas de animales de pasturas en constante movimiento.
La hembra frecuentemente localiza un potencial nido hospedador durante su construcción y a menudo empuja un huevo del ave parasitada fuera de éste. Tras regulares visitas al nido en ausencia de sus dueños, aova rápidamente, reduciendo así el riesgo de ser atacada. Su hora habitual para depositar es temprano en la mañana. Los huevos de tordo cabecicafé son normalmente depositados durante el período de puesta del huésped, aunque las excepciones son comunes. Si bien en la amplia mayoría de nidos parasitados se encuentra un solo huevo o polluelo, existen registros de hasta ocho huevos —depositados por distintas hembras— y cuatro polluelos parasíticos en un mismo nido; una misma hembra puede poner más de un huevo en un nido de ser estos escasos.

## Nidadas y ciclo reproductivo
Scott y Ankney (1983) descubrieron que los ovarios y los oviductos de las hembras de tordo cabecicafé crecían rápidamente en abril, alcanzaban su tamaño reproductivo a inicios de mayo y permanecían así, sin encogimiento entre las nidadas, hasta el final de la temporada de reproducción a comienzos de julio. Seguidamente, los ovarios y los oviductos se contraían con rapidez y para fines de julio pesaban más o menos lo mismo que a comienzos de abril. Según Ehrlich, Dobkin y Darryl (1998), el tordo cabecicafé es el único paseriforme silvestre del que se sepa que no atraviese una regresión de los ovarios y oviductos tras haber finalizado la puesta de una nidada. De hecho, la delimitación fisiológica entre dos puestas a veces no es para nada clara.
En vez de en la nidificación, la hembra concentra sus energías en la puesta de huevos, depositando normalmente un total de entre 30 y 40 de ellos por temporada. Dan Roby descubrió que en cautiverio podían depositar hasta 77 huevos en una temporada. Scott y Ankney (1983) encontraron que la nidada promedio consistía en entre 4 y 4,6 huevos (similar al de ictéridos no parasíticos), aunque podía variar entre uno —en aproximadamente el 10% de las aves— y 7. Las nidadas consecutivas solían estar separadas por un período de dos días en los que el ave no aovaba, aunque algunos ejemplares descansaban de la puesta de huevos durante sólo uno. Los largos períodos sin encogimiento ovárico y los intervalos reducidos entre las nidadas son atípicos entre los paseriformes. De hecho, el ciclo reproductivo del tordo cabecicafé se asemeja más al de la gallina doméstica (Gallus gallus) y parece estar adaptado para aprovechar al máximo la continua disponibilidad de nidos a lo largo un período de dos meses.

## Huevos, incubación y eclosión

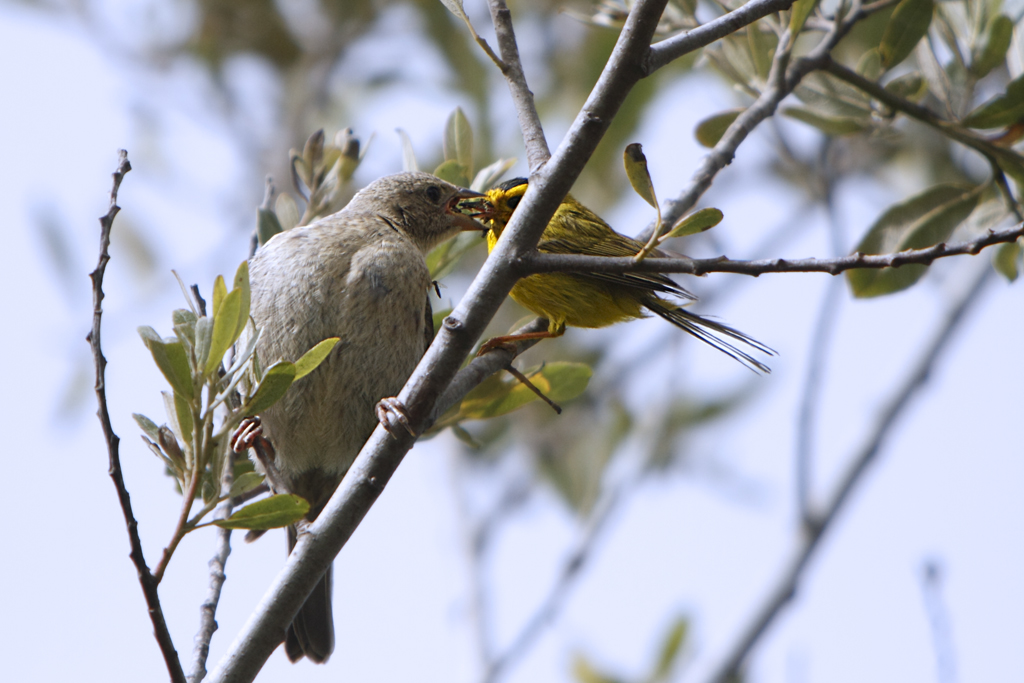
Chipe de Wilson (Wilsonia pusilla) criando a un polluelo de tordo cabecicafé.

Los huevos miden 1,8 – 2,5 cm de largo por 1,5 – 1,8 cm de ancho y son blancos o blancos grisáceos con manchas marrones o grises. A menudo, las manchas son más densas sobre el extremo más ancho del huevo. La medición de 127 huevos de la colección del Museo Nacional de Estados Unidos dio un promedio de 21,45 por 16,42 mm, siendo el más grande de 25,40 por 16,76 mm y el más chico de 18,03 por 15,45 mm. Charles Emil Bendire (1895) los describió de la siguiente manera:

El cascarón del huevo de tordo cabecicafé es compacto, granulado, moderadamente lustroso y relativamente mucho más fuerte que la de sus parientes cercanos, los Icteridae. El color de base varía entre un blanco casi puro y un blanco grisáceo, y menos a menudo azulino pálido o blanco lechoso, y normalmente toda su superficie está cubierta de marcas y manchas de color variable entre chocolate a marrón burdeos, tawny [o leonado] y rufo canela.

En algún espécimen ocasional las marcas son confluentes y cubren el color de base casi por completo; en la mayoría, sin embargo, éste es claramente visible. Las marcas son normalmente más densas alrededor del extremo más ancho del huevo y en raras ocasiones forman una corona irregular. Los huevos varían mucho en forma, desde ovoide a ovoide corto, redondeado o elongado, predominando el primero.

Normalmente tardan unos 11 – 12 días en eclosionar (en ocasiones, sólo 10), sensiblemente menos que las aves parasitadas —en promedio 12 – 14 días, aunque algunas especies requieren hasta 17 días de incubación—, lo que les proporciona una ventaja puesto que comienzan a alimentarse antes. Herbert Friedmann (1929) afirma que el período de incubación “es de diez días, uno de los más cortos entre nuestros paseriformes.” Sin embargo, la señora Nice (1939) comentó lo siguiente al respecto: “En Interpont con el gorrión melódico como huésped el huevo de tordo cabecicafé nunca ha eclosionado en diez días. A veces eclosiona en once días, a veces en doce o ocasionalmente en trece e incluso catorce días. Necesita alrededor de un día menos de incubación que el huevo de gorrión melódico, por lo cual normalmente eclosiona antes y el ave cuenta con una ventaja desde el principio. Algunos huevos han sido depositados después de que comenzara la incubación; éstos han eclosionado de uno a cinco días después que los gorriones melódicos y la mayor parte de las pequeñas aves pereció.”
Hervey Brackbill le proporcionó a Arthur Cleveland Bent la siguiente observación personal sobre el tema: “El período de incubación que he observado para un huevo en Baltimore fue de alrededor de once días y medio. Este huevo fue depositado el 18 de mayo antes de las 8:45 a.m. (estudios de otros investigadores indican que por lo general la puesta tiene lugar aproximadamente a las 5 a.m.) y después de una incubación constante por parte de un zorzal maculado eclosionó el 29 de mayo a la 1:25 p.m.; es decir, a esa hora encontré al ave cubierta por sólo la mitad del cascarón y, cuando la toqué, se liberó de ella. El período de incubación de los huevos propios del zorzal maculado fue de entre 12 y 13 días.”

## Desarrollo de los polluelos
Los pequeños tordos cabecicafé crecen más rápido que sus compañeros de nido, y a veces los sofocan en el fondo del mismo. La alimentación del intruso también perjudica la nidada del huésped, puesto que éste es siempre alimentado más frecuentemente que los hijos del ave parasitada, lo cual puede resultar en la muerte por inanición de estos polluelos. De acuerdo a Arthur Cleveland Bent (1958), aparentemente no hace ningún esfuerzo por expulsar a los demás hacia afuera, como sí lo hace el cuco común (Cuculus canorus), pero al ser tanto más grande que ellos y crecer mucho más rápido, a veces los otros pequeños caen por falta de espacio.
Los polluelos parasíticos se asoman a las ramas cercanas a la edad de 8 a 13 días, intentando vuelos cortos a los 11 días. Los pequeños continúan siendo alimentados por sus padres adoptivos hasta los 16 a 28 días después de haber abandonado el nido. Incluso antes de independizarse, los juveniles ya han superado en tamaño a sus padres adoptivos, llegando a duplicar o triplicar la talla de estos. Sus requerimientos de un incesante suministro de alimento pueden impedir que el ave hospedadora críe a una segunda nidada en la temporada.
Refiriéndose al desarrollo de los pequeños de esta especie, Alexander F. Skutch le escribió a Arthur Cleveland Bent lo siguiente:

El 20 de mayo de 1931, encontré bajo un puente cerca de Ithaca (Nueva York) un nido de fibí con cuatro huevos propios y un tordo cabecicafé que había eclosionado recientemente, quedando aún la mitad de su cascarón en el nido. El 22 de mayo, había dos pequeños fibíes, que habían eclosionado el día anterior. El tordo cabecicafé parecía tener cuatro o cinco veces su tamaño. Sus ojos estaban parcialmente abiertos y los raquis de sus plumas remeras estaban apareciendo. Para el 25 de mayo, un polluelo de fibí y uno de los huevos sin eclosionar habían desaparecido misteriosamente. Para el 28 de mayo, el tordo cabecicafé mostraba un importante desarrollo de sus plumas, se podía posar y mostraba temor. El joven fibí, de seis días de edad, aún estaba ciego, muy débil e indefenso (…). El 29 de mayo hallé al tordo cabecicafé sobre el borde del nido. Los ojos del fibí apenas se estaban abriendo. Para el 30 de mayo, el tordo cabecicafé había abandonado el nido, a la edad de diez días. Para el 3 de junio, el fibí mostraba un buen desarrollo de sus plumas. Para el 6 de junio, había partido, a la edad de quince días. ¡Los fibíes adultos estaban alimentando al tordo cabecicafé cerca y la hembra ya había puesto un nuevo huevo en el nido! Cuando volví el 12 de junio, estaba incubando los cinco huevos de su segunda nidada en el viejo nido.

El 29 de julio, también cerca de Ithaca, encontré un nido de víreo ojirrojo con dos pequeños víreos y un tordo cabecicafé, todos de alrededor de una semana de edad. Para el 2 de agosto, el tordo cabecicafé había dejado el nido; los víreos, aún adentro, estaban en perfectas condiciones y parecían casi listos para partir.

Herbert Friedmann (1929) realizó un cuidadoso estudio del crecimiento y desarrollo del pequeño tordo cabecicafé en el nido; su patrón no es esencialmente diferente al de otros jóvenes paseriformes, excepto por el aumento de su peso, el factor verdaderamente importante en su supervivencia:

Este tordo cabecicafé, de probablemente menos de una hora de edad, pesaba 2,5 gramos. (…) El peso promedio de un tordo cabecicafé de un día de edad es 4,5 gramos. (…) Al final del segundo día el joven tordo cabecicafé puede pesar 7,5 a 8,5 gramos. (…) Durante los primeros dos días, el incremento diario es cercano al 100%, pero de allí en adelante es menor, promediando aproximadamente un 50% en el tercer día y disminuyendo gradualmente hasta que llega a ser de alrededor un 10% en el octavo día y sólo 5,5% en el noveno. Cuando el tordo cabecicafé deja el nido pesa unos 33 gramos, aproximadamente 13 veces su peso al nacer.

La tasa de crecimiento varía considerablemente, dependiendo en gran parte del tipo y la cantidad de alimento que reciba por parte de las diferentes especies que hacen las veces de padres adoptivos. Un tordo cabecicafé que se encuentre solo en el nido crecerá más rápido que uno con competencia de los otros polluelos.

### Cuidados por parte del huésped
Probablemente todas las especies altriciales que logran incubar los huevos de tordo cabecicafé adecuadamente hasta que eclosionen alimentan al joven impostor —o lo intentan— mientras éste se encuentre en el nido, pero las especies de mayor tamaño no siempre tienen éxito en su crianza. Los tiranos pequeños, los víreos, los chipes y los gorriones americanos pequeños son los más exitosos en este sentido y por lo tanto constituyen los mejores padres adoptivos. Para que un joven tordo cabecicafé complete su crecimiento y pueda valerse por sí mismo, es necesario que los huéspedes lo alimenten durante algún tiempo después de que abandone el nido. Las especies pertenecientes a las cuatro familias de paseriformes anteriormente mencionadas a menudo hacen esto, al igual que la curucucha (Troglodytes aedon) y el saltapared carolinense (Thryothorus ludovicianus).
Milton B. Trautman (1940) lista entre las aves más grandes observadas alimentando tordos cabecicafé que ya habían abandonado el nido al mímido gris (Dumetella carolinensis), zorzal pechirrojo (Turdus migratorius), tordo maculado (Hylocichla mustelina), estornino pinto (Sturnus vulgaris), buscabreña (Icteria virens), cardenal rojo (Cardinalis cardinalis) y rascador pinto oscuro (Pipilo erythrophthalmus). Baird, Brewer y Ridgway (1874) mencionan que el zoólogo y ornitólogo Joel Asaph Allen vio un cuitlacoche rojizo (Toxostoma rufum) alimentando a un tordo cabecicafé casi completamente desarrollado. Es probable que la lista de arriba pueda ser ampliada considerablemente.

### Alimentación ocasional por parte de tordos adultos
Para 1927, se habían informado de al menos tres casos en los que una hembra de la especie había sido vista alimentando a un polluelo que supuestamente sería suyo, pero en ningún caso pudo probarse este vínculo. J. R. Bonwell (1895), de Nebraska City (Nebraska), documentó una hembra de tordo cabecicafé alimentando a un joven en un nido de picogrueso pechirrosa (Pheucticus ludovicianus). “Casi todas las tardes regresaba para alimentar al joven tordo cabecicafé, pero si los pequeños picogruesos abrían sus picos pidiendo comida los picoteaba en la cabeza y les negaba el alimento.” El ornitólogo Edward Howe Forbush (1927) fue quien dio a conocer los otros dos casos: uno de ellos observado por Mason A. Walton en un nido de canario del manglar (Dendroica petechia); el otro basado en las observaciones de Laurence B. Fletcher (1925). En este último caso, Fletcher vio a la hembra alimentando al polluelo, los marcó a ambos y nuevamente los encontró juntos un tiempo después. El adulto continuaba alimentando al joven marcado y a ningún otro, a pesar de que hubiera otros dos jóvenes de la especie en las cercanías. Si bien ninguno de los avistamientos anteriores prueba que la hembra reconozca a su propia descendencia, sí indican por otra parte un persistente vestigio del instinto maternal perdido.
Lorenzana y Sealy (1998) registraron cinco casos en los que los pequeños tordos cabecicafé eran alimentados por adultos de su especie, lo cual sugería que algunos individuos no habían perdido su propensión a alimentar a los jóvenes. Tanto machos como hembras fueron documentados alimentando a polluelos que aún no habían abandonado el nido y que sí lo habían hecho.